# 仏種姓経
『仏種姓経』（ぶっしゅしょうきょう、巴: Buddha-vaṃsa、ブッダ・ヴァンサ）とは、パーリ仏典経蔵小部の第11経。
25人の過去仏の種姓・因縁・一代記についての詩。十波羅蜜が挙げられる。

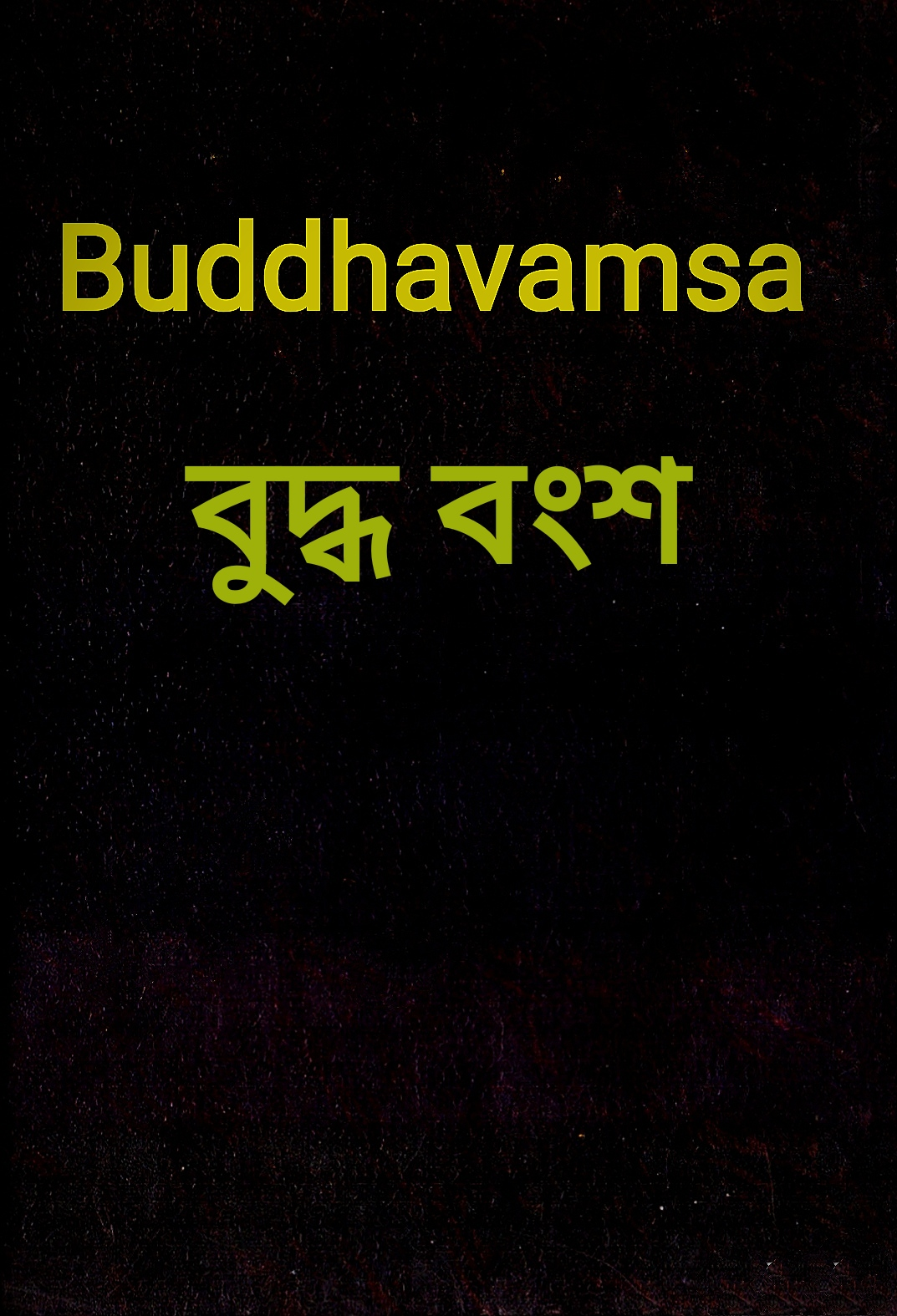
Buddhavamsa

## 構成
全29章から成る。

## 日本語訳
- 『南伝大蔵経』 大蔵出版
- 『小部経典』 第5巻、正田大観、Kindle 2015年